# Châteauneuf-en-Thymerais
Châteauneuf-en-Thymerais település Franciaországban, Eure-et-Loir megyében. Lakosainak száma 2632 fő (2022. január 1.). Châteauneuf-en-Thymerais Serazereux és Thimert-Gâtelles községekkel határos.

## Népesség
A település népességének változása:
| Lakosok száma | 2081 | 2338 | 2459 | 2521 | 2640 | 2664 | 2619 | 2596 | 2614 | 2632 |
|               | 1968 | 1982 | 1990 | 2006 | 2013 | 2015 | 2017 | 2019 | 2020 | 2022 |